# Правенишкская колония
Правенишкская колония (лит. Pravieniškių pataisos namai-atviroji kolonija) — исправительная колония открытого типа (колония-поселение) в Кайшядорском районе Каунасского уезда в центральной части Литвы, в 7 км к северу от города Румшишкес, рядом со станцией Правенишкес (Провенишки) железной дороги Вильнюс — Каунас (Петербурго-Варшавской железной дороги). Колония окружена лесами. Является подразделением Тюремной службы, созданной в 2023 году (ранее Департамент тюрем), при Министерстве юстиции Литовской Республики.
В колонии действует филиал Электренайского центра профессионального обучения (бывший энергетический техникум, Электренай).

## История

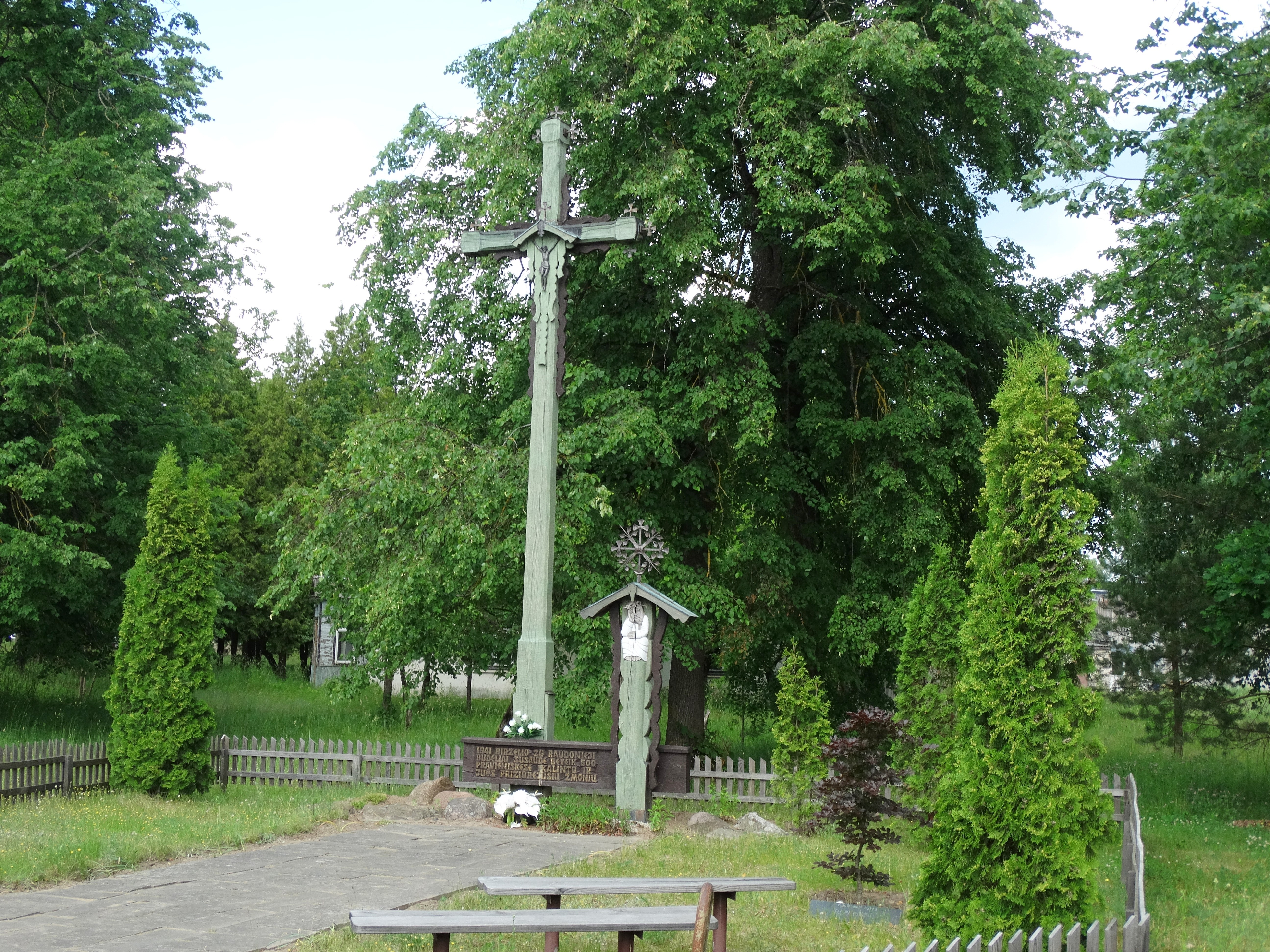
Крест у места массового расстрела заключённых в 1941 году

Исправительно-трудовой лагерь создан в межвоенный период для содержания осуждённых в административном порядке. Заключённые добывали торф на торфоразработках, принадлежащих Каунасской тюрьме. Среди политзаключённых был Мотеюс Шумаускас.
После вторжения СССР в Польшу в 1939 году в лагерь переведены около 80 интернированных польских солдат.
После начала Великой Отечественной войны, в 1941 году в лагере находилось около 450 заключённых, которые 26 июня расстреляны военнослужащими Красной Армии. Части заключённых удалось спастись бегством. Также были расстреляны охрана лагеря и члены их семей, в том числе 8 женщин, жён надзирателей. Тела были захоронены 29 июня на территории лагеря. Среди выживших был Пранас Матюкас (Pranas Matiukas), до войны работавший печатником, а в годы оккупации входивший в Национальный трудовой охранный батальон. После войны, в 1962 году Пранаса Матюкаса судили. На вопрос «Почему летом 1941 года вы убивали евреев?» он ответил:
Потому что в 1941 году в Правенишкесе меня вытащили из-под горы трупов. Среди стрелявших в нас большинство были евреи.
В 1990 году установлен мемориальный крест.
В годы оккупации Литвы нацистской Германией действовал Правенишкский концентрационный лагерь. В конце 1941 года в лагере находилось более 600 человек, в том числе коммунисты и комсомольцы, преимущественно жители Каунаса и окрестностей. В декабре 1941 года из лагеря был выпущен Юозас Мозелис, вместе с Юозасом Витасом активно участвовавший в каунасском подполье. После месяца, проведенного в Каунасской тюрьме, три месяца до освобождения в лагере находился поэт Теофилис Тильвитис. В 1943 году в лагерь попал Клавдий Дуж-Душевский. Помощником коменданта был Михаил Букин.
Партизаны из отряда «За Советскую Литву» (лит. Už Tarybų Lietuvą) совершили нападение на концлагерь и освободили большую группу военнопленных и политических заключённых по заданию Каунасского городского комитета Коммунистической партии Литвы.
После освобождения Литвы в 1944 году лагерь вошёл в систему ГУЛАГ и создана Правенишкская колония вместимостью 1000 человек. Заключённые добывали торф и древесину. В 2004 году она стала колонией-поселением и сюда переведены заключённые из Кибартайской колонии-поселения.
В 1973 году была организована ещё одна Правенишкская колония как лечебно-трудовой профилакторий. Она получила название Правенишкская колония № 1, а колония, созданная в 1944 году, — Правенишкская колония № 2. В 1993 году выделена Правенишкская колония № 3, существовавшая с 1968 года в составе Правенишкской колонии № 2. В ней содержались мужчины, осуждённых к лишению свободы впервые и направленные для отбывания наказания на общем режиме.
1 февраля 2011 года произошло слияние трёх исправительных учреждений.